# McLaren MP4-27
Der McLaren MP4-27 ist der Formel-1-Rennwagen von McLaren für die Formel-1-Saison 2012. Es handelte sich um den 40. Formel-1-Rennwagen des 1965 gegründeten Rennstalls. Angetrieben wurde er von einem Mercedes-Motor. Das Fahrzeug wurde am 1. Februar 2012 in der McLaren-Zentrale im britischen Woking vorgestellt.

## Technik und Entwicklung
Der McLaren MP4-27 war das Nachfolgemodell des McLaren MP4-26. Durch die reglementbedingte Veränderung der Auspuffposition wurden das Design des Autos modifiziert. Im Vergleich zum Vorgängermodell wurden die U-förmigen Seitenkästen durch eine klassische Variante ersetzt. Das Heck war zudem schlanker und niedriger gebaut worden. Der McLaren MP4-27 wurde unter der Leitung von Paddy Lowe (technischer Direktor), Tim Goss (Chefingenieur) und Neil Oatley (Chefdesigner) entwickelt.
Das Getriebe war eine McLaren-Eigenkonstruktion. Der Treibstoff und die Schmierstoffe wurden von ExxonMobil geliefert. Der Motor, ein 2,4-Liter-V8-Motor, und das KERS stammten von Mercedes AMG HPP. Die Reifen wurden von Pirelli bereitgestellt.

## Lackierung und Sponsoring
Der McLaren MP4-27 war in weiten Teilen chromfarben lackiert. Die Seitenkästen sowie Front- und Heckflügel hatten hingegen in Anlehnung an den Titelsponsor Vodafone eine rote Grundfarbe. Weitere Großsponsoren auf dem Fahrzeug bzw. der Teamkleidung waren Hugo Boss, Johnnie Walker, Lucozade, Mercedes-Benz, Mobil 1 und Santander.

## Fahrer
McLaren hielt zur Saison 2012 am Fahrerduo Jenson Button und Lewis Hamilton fest. Das Rollout des McLaren MP4-27 wurde bei Geradeaus-Testfahrten am ersten Februarwochenende durch Testfahrer Oliver Turvey durchgeführt.

## Ergebnisse
| Fahrer               | Nr.                  | 1 | 2  | 3 | 4   | 5 | 6   | 7  | 8   | 9  | 10  | 11 | 12  | 13  | 14  | 15 | 16  | 17 | 18  | 19 | 20  | Punkte | Rang |
| -------------------- | -------------------- | - | -- | - | --- | - | --- | -- | --- | -- | --- | -- | --- | --- | --- | -- | --- | -- | --- | -- | --- | ------ | ---- |
| Formel-1-Saison 2012 | Formel-1-Saison 2012 |   |    |   |     |   |     |    |     |    |     |    |     |     |     |    |     |    |     |    |     | 378    | 3.   |
| J. Button            | 5                    | 1 | 14 | 2 | 18* | 9 | 16* | 16 | 8   | 10 | 2   | 6  | 1   | DNF | 2   | 4  | DNF | 5  | 4   | 5  | 1   | 378    | 3.   |
| L. Hamilton          | 4                    | 3 | 3  | 3 | 8   | 8 | 5   | 1  | 19* | 8  | DNF | 1  | DNF | 1   | DNF | 5  | 10  | 4  | DNF | 1  | DNF | 378    | 3.   |

| Legende  | Legende            | Legende                                                          |
| Farbe    | Abkürzung          | Bedeutung                                                        |
| -------- | ------------------ | ---------------------------------------------------------------- |
| Gold     | –                  | Sieg                                                             |
| Silber   | –                  | 2. Platz                                                         |
| Bronze   | –                  | 3. Platz                                                         |
| Grün     | –                  | Platzierung in den Punkten                                       |
| Blau     | –                  | Klassifiziert außerhalb der Punkteränge                          |
| Violett  | DNF                | Rennen nicht beendet (did not finish)                            |
| Violett  | NC                 | nicht klassifiziert (not classified)                             |
| Rot      | DNQ                | nicht qualifiziert (did not qualify)                             |
| Rot      | DNPQ               | in Vorqualifikation gescheitert (did not pre-qualify)            |
| Schwarz  | DSQ                | disqualifiziert (disqualified)                                   |
| Weiß     | DNS                | nicht am Start (did not start)                                   |
| Weiß     | WD                 | zurückgezogen (withdrawn)                                        |
| Hellblau | PO                 | nur am Training teilgenommen (practiced only)                    |
| Hellblau | TD                 | Freitags-Testfahrer (test driver)                                |
| ohne     | DNP                | nicht am Training teilgenommen (did not practice)                |
| ohne     | INJ                | verletzt oder krank (injured)                                    |
| ohne     | EX                 | ausgeschlossen (excluded)                                        |
| ohne     | DNA                | nicht erschienen (did not arrive)                                |
| ohne     | C                  | Rennen abgesagt (cancelled)                                      |
| ohne     | keine WM-Teilnahme |                                                                  |
| sonstige | P/fett             | Pole-Position                                                    |
| sonstige | 1/2/3/4/5/6/7/8    | Punktplatzierung im Sprint-/Qualifikationsrennen                 |
| sonstige | SR/kursiv          | Schnellste Rennrunde                                             |
| sonstige | *                  | nicht im Ziel, aufgrund der zurückgelegten Distanz aber gewertet |
| sonstige | ()                 | Streichresultate                                                 |
| sonstige | unterstrichen      | Führender in der Gesamtwertung                                   |